# Paul Walther (Bildhauer)
Paul Walther (* 28. Oktober 1876 in Meißen; † 1933 ebenda; vollständiger Name: Louis Clemens Paul Walther) war ein deutscher Bildhauer und Tierplastiker der Porzellanmanufaktur Meißen.

## Leben
Paul Walther studierte ein Semester an der Kunstakademie in Dresden und war ansonsten Autodidakt. Ab 1891 arbeitete er bei der Porzellanmanufaktur Meißen. Von ihm stammen zahlreiche Modelle von Tierfiguren, auch in Verbindung mit Gefäßen. Er war einer der produktivsten Modelleure der Porzellanmanufaktur Meißen: von ihm stammen 196 Modelle aus dem Zeitraum von 1904 bis 1933. Paul Walther war Mitglied der Dresdner Künstlergruppe 1913.

## Werke (Auswahl)

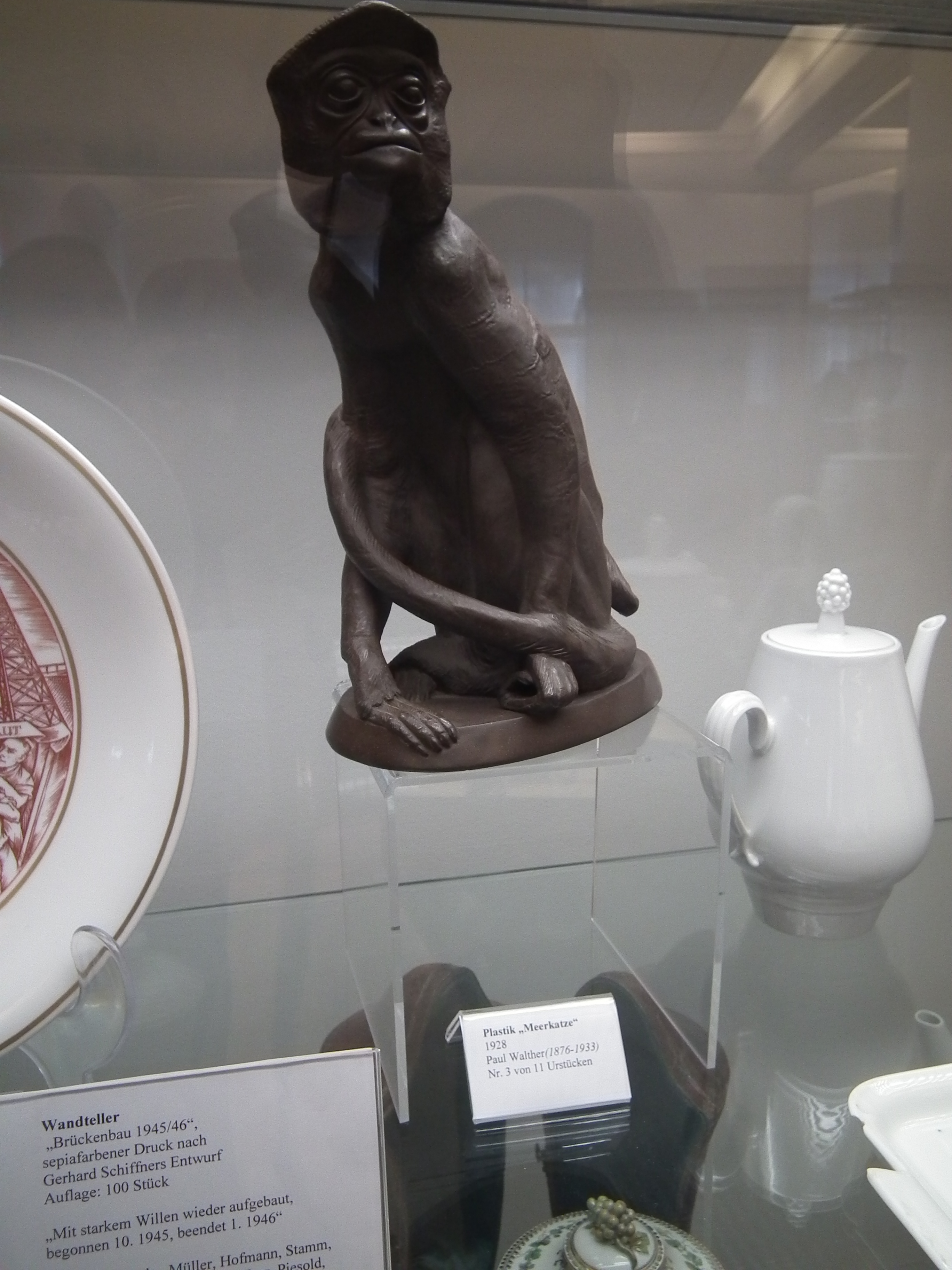
Paul Walther, Meerkatze, 1928, Stadtmuseum Meißen